# Iosif Iacobici
Iosif Iacobici, romunski general, * 8. december 1884, † 11. marec 1952.